# Gaetano D'Agostino
Gaetano D'Agostino (Palermo, 3 de junho de 1982) é um futebolista italiano que atua como meia.